# Cinémathèque d'Andalousie
La cinémathèque d'Andalousie (Filmoteca de Andalucía) est une institution culturelle espagnole créée en 1987. Il s'agit d'une cinémathèque consacrée à la préservation, à l'archivage, à la diffusion et à la mise en valeur du patrimoine cinématographique d'Andalousie. Son siège se trouve dans le bâtiment de l'ancien Hospital de San Sebastián à Cordoue.

## Histoire
La cinémathèque d'Andalousie a été créée par la Junte d'Andalousie le 9 décembre 1987. C'est une unité administrative qui dépend de la Direction générale de l'Innovation culturelle et du livre du Conseil de la culture de la Junta de Andalucía. La cinémathèque d'Andalousie est également membre associée de la Fédération internationale des archives filmiques. Son siège se trouve dans le bâtiment de l'ancien Hospital de San Sebastián à Cordoue, rue Medina y Corella.

## Activités
La cinémathèque d'Andalousie se consacre en premier lieu à la conservation et à la récupération du patrimoine cinématographique andalou. Cela revient à rechercher les films rares en possession d'institutions, d'entreprises ou de particuliers pour éviter leur détérioration voire leur perte définitive. La cinémathèque s'emploie à préserver les archives dans les meilleures conditions de température et d'humidité possibles.
Le Département de la documentation de la cinémathèque catalogue les archives filmiques et les rend accessibles et consultables par les étudiants, les chercheurs et le grand public, de même qu'un fond bibliographique, documentaire et audiovisuel concernant le cinéma andalou. La cinémathèque d'Andalousie fait partie du réseau Centres de documentation et des bibliothèques spécialisées (réseau Idea) sur lequel son catalogue est référencé.
La cinémathèque d'Andalousie possède des salles de projection à Grenade, Almería et Séville. Son programme de projections concilie les grands classiques du cinéma andalou avec des nouveautés représentatives de la créativité des cinéastes dans ce domaine, afin de faire connaître le cinéma ancien et actuel,.